# Härma (Hiiumaa)
Härma (Duits: Herma) is een plaats in de Estlandse gemeente Hiiumaa, provincie Hiiumaa. De plaats heeft de status van dorp (Estisch: küla).
Tot in oktober 2017 behoorde Härma tot de gemeente Emmaste en sindsdien tot de fusiegemeente Hiiumaa.
De plaats ligt aan de westkust van het eiland Hiiumaa.

## Bevolking
Het dorp had 8 inwoners op 31 december 2011 en 12 inwoners op 31 december 2021.

## Geschiedenis
Härma werd voor het eerst vermeld in 1565 als boerderij op het landgoed van Großenhof (Suuremõisa). De boerderij heeft vele namen gehad: Harman Dirich, Harman Jacob, Hermen Jacke (1576), Herman Stoffer (1587), Herma Stoffer (1605 en 1609). In 1796 werd een landgoed Emmast afgesplitst van Großenhof. Het bestuurscentrum lag in het huidige Emmaste. Härma ging mee. In 1798 was Härma onder de naam Herma een dorp.
In de jaren 1977–1997 viel Härma onder het buurdorp Kaderna.